# Lupinus minimus
Lupinus minimus är en ärtväxtart som beskrevs av William Jackson Hooker. Lupinus minimus ingår i släktet lupiner, och familjen ärtväxter. Inga underarter finns listade i Catalogue of Life.